# Jean-Marie Pottier
Jean-Marie Pottier   (Belleville, 26 de març de 1772 - Batignolles-Monceau, 11 de setembre de 1859), nom complet Jean Marie Ambroise Pottier, fou un músic francès.
Dotat d'una bella veu el 1783 fou admès com infant de cor de Notre-Dame de París; allà aprengué música amb els mestres Guilleminot Dugue i Jean-François Lesueur. En sortir de l'escolania continuà els estudis literaris i la carrera de dret, però la seva afició a la música el va moure a ingressar en el Conservatori parisenc. En aquest cultivà l'harmonia i el cant i on tingué com a professor a Henri-Montan Berton, el qual el considerà com a exemple d'alumne.
Es diu que el 1807 fou admès en la capella imperial, i el 1817 passà a la de Lluís XVIII, però aquest últims fets hi ha molts biògrafs que ho posen en dubte.
A París publicà quatre Romances i un estudi crític sobre el mètode d'ensenyança de la música adoptat per Massimino, amb el títol Lettre...sur la musique M. M...et l'enseignement mutuel (1818).